# جون برايس (دبلوماسي)
جون برايس (بالإنجليزية: John Price)‏ هو دبلوماسي أمريكي، ولد في 1934 في برلين في ألمانيا.